# Волво XC60
Волво XC60 (швед. Volvo XC60) је луксузни кросовер, који производи шведски произвођач аутомобила Волво од 2008. године. Тренутно се производи у другој генерацији.

## Историјат
Волво описује XC60 као комбинацију купеа и СУВ-а и новим дизајном жели да се одмакне од угаоног дизајна претходних модела. Нова линија дизајна укључује, између осталог веће и упечатљивије логотипе и заобљене линије. Главни конкуренти на тржишту луксузних кросовера су BMW X3, Ауди Q5, Мерцедес ГЛК/ГЛЦ класе, али и Мазда CX-5, Алфа стелвио, ДС 7 кросбак и други.
XC60 друге генерације је 2018. године освојио награду Светски аутомобил године и исте године осваја награду Северноамерички аутомобил године у категорији СУВ возила.

### Прва генерација (2008−2017)
Производно возило је представљено на сајму аутомобила у Женеви 2008. године. Продаја је започета у Европи у трећем кварталу 2008. године, а у Северној Америци почетком 2009. године. XC60 је Волвоов најпродаванији аутомобил од 2009. године. Производи се у Генту, у Белгији, али и у Кини и Малезији.
Прва генерација је заснована на Волво платформи П3 (Ford EUCD платформа) и технологији коју дели са Ланд Ровер фриландером из 2007. године. У време развоја, Ланд Ровер и Волво били су у власништву Форда, тако се платформа делила између две подружнице.
Волво XC60 одликују атрактиван дизајн, унапређен ентеријер, али и бројни електронски системи који доприносе безбедности овог модела. Традиционално је опремљен са разним безбедносним системима, од којих се издваја сигурносни систем „City Safety” који аутоматски, без возачеве интервенције, при брзинама нижим од 30 километара на сат, сасвим зауставља аутомобил уколико се он превише приближава возилу испред.
Фебруара 2013. године Волво је представио рестајлинг верзију за модел XC60. Редизајниран је предњи део с новим поклопцем мотора. Уклоњен је хромирани оквир око маске хладњака и фарови су сада у једној целини. Доступна су удобнија спортска седишта. Волво XC60 је унапређен и у унутрашњости. Ту су нови дрвени умеци, нови кровни тапацирунг, текстилом пресвучени Б носачи крова и метални оквири отвора вентилације и контрола.
Уграђивали су се бензински мотори од 2.0 (203, 240, 245 и 306 КС), 3.0 (285 и 304 КС), 3.2 (238 и 243 КС) и дизел мотори од 2.0 (135, 150, 163, 181 и 190 КС), 2.4 (163, 175, 181, 185, 190, 205, 215 и 220 КС).

### Друга генерација (2017−)
Друга генерација је представљена на сајму аутомобила у Женеви 2017. године. XC60 је први модел из серије 60 након што је Џили купио Волво, заснован је на истој SPA платформи као лимузина S90/V90 и већи кросовер XC90. Производи се у Шведској, Кини, Индији и Малезији.
Дизајниран је у складу са стилским језиком Волво аутомобила, пре свега по угледу на XC90 друге генерације. Предњи део је пресликан од XC90, са карактеристичном Волво маском и "Т" лед фаровима. Позади је сачуван визуелни „потпис” стоп-светала по коме су препознатљиви Волво кросовер модели.
Један је од најбезбеднијих аутомобила, захваљујући између осталог и новој технологији „Steer Assist”, као делу „City Safety” система. Ова технологија помаже да се избегне чеони судар са возилом испред тако што XC60 аутоматски обилази тај аутомобил, ако систем процени да је то безбедно извести. Нова технологија функционише у садејству са „Blind Spot Indication” системом који открива друга возила у мртвом углу. Такође нуди „Pilot Assist” систем као опцију. Реч је полу-аутопилоту који је у стању да управља аутомобилом без помоћи возача на добро обележеним саобраћајницама, при брзинама до 130 km/h.
Поред стандардних бензинских 2.0 (190, 250, 254, 310 и 320 КС) и дизел мотора од 2.0 (150, 190 и 235 КС), у понуди су и плаг-ин хибридне верзије од 2.0 (303, 318 и 320 КС).